# Oulophyllia bennettae
Oulophyllia bennettae är en korallart som först beskrevs av Veron, Pichon och George Newton Best 1977.  Oulophyllia bennettae ingår i släktet Oulophyllia och familjen Faviidae. IUCN kategoriserar arten globalt som nära hotad. Inga underarter finns listade i Catalogue of Life.